# ロシア連邦麻薬流通監督庁
ロシア連邦麻薬流通監督庁（ロシアれんぽうまやくりゅうつうかんとくちょう、ロシア語: Федеральная служба по контролю за оборотом наркотиков、略称：ロシア語: ФСКН）は、かつて存在したロシア連邦の麻薬取締機関である。
全く畑違いの脱税捜査・金融犯罪対策を担当していたロシア連邦税務警察庁（FSNP）を母体としていることと、元KGB、FSB職員が要職を占めていることは、この官庁の性格を良く表していると言える。なお、脱税捜査・金融犯罪対策の機能自体は、FSNPの廃止と共にFSBの管轄となった。

## 歴史
2002年9月24日、ロシア連邦国家会議において、新しい麻薬対策機構の創設が決定された。2003年3月11日、ロシア連邦税務警察庁（FSNP）の廃止が決定され、7月1日、同庁に基づき国家麻薬・向精神剤流通監督委員会が設立された。
2004年3月、委員会は連邦麻薬・向精神剤流通監督庁に改称され、同年7月、さらに連邦麻薬流通監督庁となった。
2016年4月、内務省に統合され、内務省の麻薬統制総局に改編されたことに伴い、麻薬流通監督庁は廃止となった。

## 組織
2004年7月28日付大統領令により、定員4万人、中央機構1,400人と定められた。
- 国家反麻薬委員会事務局
  - 調整・分析局
  - 極東連邦管区局
  - 沿ヴォルガ連邦管区局
  - 北西連邦管区局
  - シベリア連邦管区局
  - ウラル連邦管区局
  - 中央連邦管区局
  - 南部連邦管区局
- 組織・行政部
  - 行政局
  - 情報分析局
  - 組織監督局
  - 登録・公文書フォンド課
  - 総務局
- 捜査部
  - 監督・許可課
  - 捜索局
  - 捜査活動調整局
  - 輸送機関麻薬対策局
  - 合法的麻薬流通分野における違法活動対策局
  - 不法麻薬流通所得合法化対策局
  - 麻薬犯罪対策局
- 省庁間協力保障部
  - 予防分野省庁間協力局
  - 社会・マスコミ協力局
- 取調部 
  - 地域取調局
  - 法適用実践組織・方法論保障課
  - 取調局
- 国際法部 
  - 条約・法務局
  - 国際協力局
- 捜査技術措置部
  - 捜査監督局
    - 第1課
    - 第2課
    - 第3課
- 内査部
  - 内査局
    - 第1課
    - 第2課
    - 第3課
- 人事保障部
  - 組織・動員局
  - 人事局
- 特殊・犯罪学保障部 
  - 特殊任務局
  - 特殊通信局
  - 刑事鑑定局
- 後方・会計保障部

## 階級
前身のFSNP時代から警察（ロシア語: полиция）の呼称が復活しており、これを継承している。
- 高等指揮員
  - 警察上級大将（ロシア語: генерал полиции）
  - 警察大将（ロシア語: генерал-полковник полиции）
  - 警察中将（ロシア語: генерал-лейтенант полиции）
  - 警察少将（ロシア語: генерал-майор полиции）
- 上級指揮員
  - 警察大佐（ロシア語: полковник полиции）
  - 警察中佐（ロシア語: подполковник полиции）
  - 警察少佐（ロシア語: майор полиции）
- 中級指揮員
  - 警察大尉（ロシア語: капитан полиции）
  - 警察上級中尉（ロシア語: старший лейтенант полиции）
  - 警察中尉（ロシア語: лейтенант полиции）
  - 警察少尉（ロシア語: младший лейтенант полиции）
- 初級指揮員
  - 警察上級准尉（ロシア語: старший прапорщик полиции）
  - 警察准尉（ロシア語: прапорщик полиции）

## 歴代長官
- ヴィクトル・チェルケソフ Виктор Черкесов （2004年7月～2008年5月）
- ヴィクトル・イワノフ Виктор Иванов （2008年5月～2016年4月）